# Daniella Okeke
Daniella Okeke, née le 26 mars 1977 est une actrice nigériane.

## Biographie
Okeke est née le 26 mars 1977. Elle est originaire de l'État d'Imo, au Nigeria. Okeke est une amoureuse des voitures de luxe .
En 2013, elle a joué le rôle du personnage  « Joke » dans  le film Lagos Cougars, ce rôle  lui a valu la nomination aux évenements: 10e Africa Movie Academy Awards et  Nigeria Entertainment Awards 2014 étant  la meilleure actrice dans un rôle principal  ,, , , .

## Filmographie
- 2007 : Sleek Ladies : Jennifer
- 2007 : Stronger than Pain
- 2013 : Lagos Cougars : Joke
- 2015 : Lost Pride : Calista
- 2016 : The Boss Is Mine : Gabriella
- 2018 : The Devil in Between : Yemi
- 2019 : A Matter of Chance : Ebele